# Nemeskocs, Vas
Nemeskocs  este un sat în districtul Celldömölk, județul Vas, Ungaria.

## Demografie
Componența etnică a satului Nemeskocs
     Maghiari (100%)
Componența confesională a satului Nemeskocs
     Luterani (41,23%)
     Romano-catolici (21,54%)
     Reformați (2,46%)
     Fără religie (1,23%)
     Necunoscută (33,54%)
Conform recensământului din 2011, satul Nemeskocs avea 325 de locuitori. Din punct de vedere etnic, majoritatea locuitorilor (100,0%) erau maghiari. Nu există o religie majoritară, locuitorii fiind luterani (41,23%), romano-catolici (21,54%), reformați (2,46%) și persoane fără religie (1,23%). Pentru 33,54% din locuitori nu este cunoscută apartenența confesională.